# 야나 셰먀키나
야나 볼로디미리우나 셰먀키나(우크라이나어: Я́на Володи́мирівна Шемя́кіна, 1986년 1월 5일 ~ )는 우크라이나의 펜싱 선수로 주 종목은 에페이다. 2012년 하계 올림픽의 여자 에페 개인전 금메달리스트이다.

## 경력
셰먀키나는 2007년 하계 유니버시아드 금메달리스트이다. 그는 이 업적으로 우크라이나 명예 훈장 3급을 빅토르 유셴코 대통령으로부터 받았다.
셰먀키나는 2009년 유럽 선수권 대회 동메달리스트이다.
런던에서 열린 2012년 하계 올림픽의 에페 개인전에서 금메달을 목에 걸었다. 그에 따라 빅토르 야누코비치 대통령은 그녀에게 3등급 훈장을 수여하였다.

## 개인사
셰먀키나는 현재 르비우 주립 체육 대학교를 다녔다.

## 수상
- 하계 올림픽
  - 2012년 하계 올림픽 펜싱 여자 에페 개인전 금메달